# 대한민국 국세청

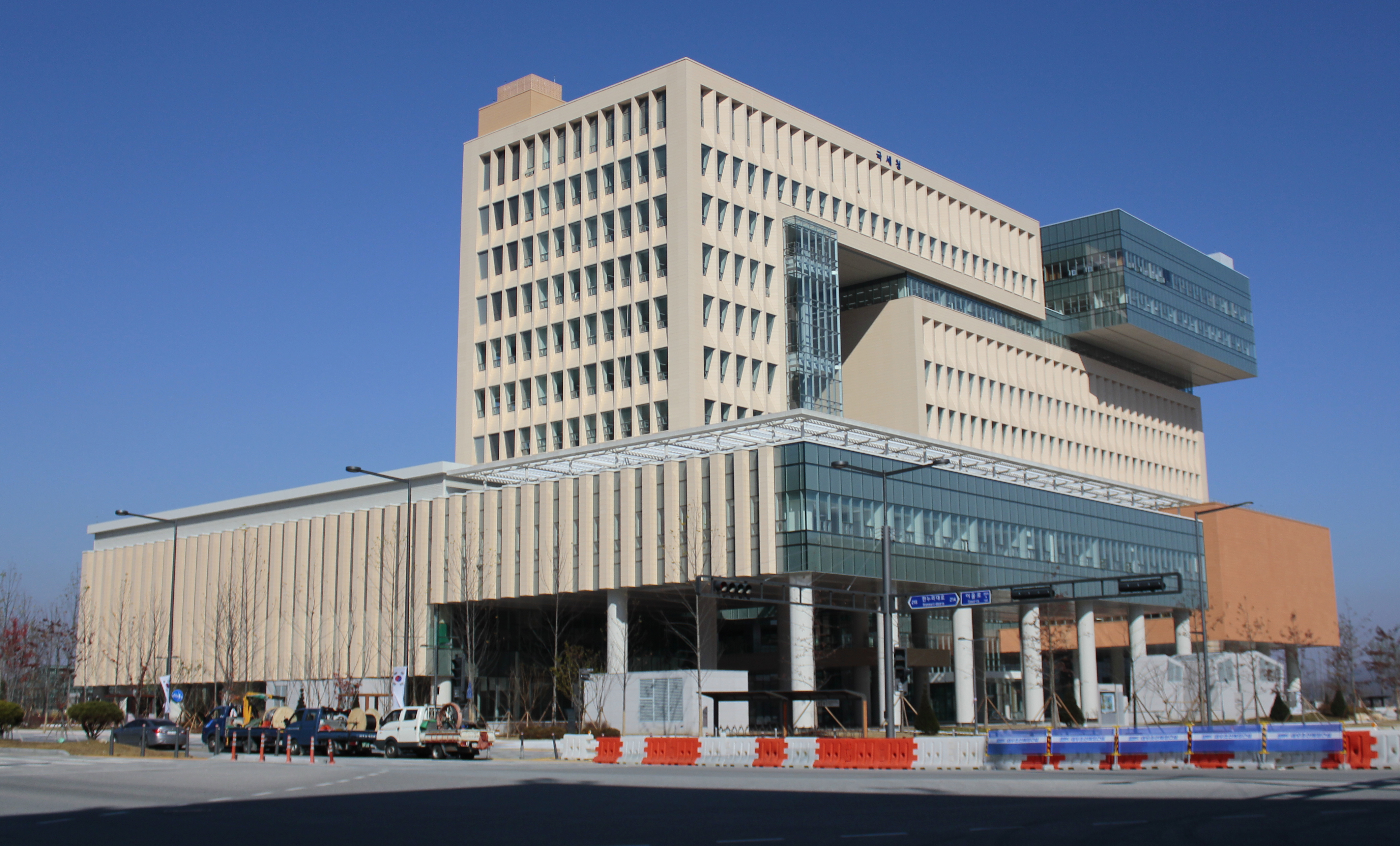
국세청 청사

국세청(國稅廳)은 내국세의 부과·감면 및 징수에 관한 사무를 관장하는 대한민국의 중앙행정기관이다. 청장은 차관급 정무직공무원으로, 차장은 고위공무원단 가등급에 속하는 일반직공무원으로 보한다.

## 소관 사무
- 내국세의 부과·감면 및 징수에 관한 사무

## 역사
대한민국 정부가 수립할 당시 국세 업무는 재무부 사세국의 관할로 재조선미육군사령부군정청 재무부 사세국을 계승한 것이었다. 군정청 사세국은 1948년 3월 10일 기존의 국고국을 개편한 것으로 이때 각 도 재무국의 관할이었던 세무관서를 산하에 두었으며 하부조직으로 징수서·직세서·간세서·감찰서를 두었다.
해방 이후 한국 전쟁 등을 겪으면서 궁핍했던 시절이었기에 무엇보다 효과적인 징세가 중요했고 특히 개인과 법인의 소득을 정확히 파악하는 것이 필요했기에 사세국의 지위는 컸다. 하지만 그만큼 부정부패도 심했다. 부자들일수록 체납의 금액과 상대적 비중이 컸는데 이를 위해 1965년에는 사세국을 국세청으로 독립시키는 안이 논의되기에 이르렀다. 김성곤 국회 재경위원장은 "조세정책의 근본적인 개선과 세무공무원의 부패를 막기 위한 근본적인 대책의 필요성을 절실히 느꼈"다고 말하며 국세청을 독립시키고 「세무공무원법」을 제정하여 인사관리의 전문화를 추진키로 했다.
반발도 있었다. 재무부는 세무기구를 개편하지 않아도 세무행정의 쇄신 강화·대우 개선·세무공무원의 증원·세무사찰 강화 등을 기할 수 있다며 이를 정면 반박했다. 또한 300명의 추가 인원과 연 6,000만 원의 예산이 더 소요하는 이 방안이 세무행정의 합리화의 최선의 길인지에 대한 의문도 있었다. 서봉균 재무부 장관도 과세 공평·세제의 합리화 등 긴 안목으로 보아서는 필요하겠지만 당장에 큰 효과를 거두기는 힘들다고 우회적으로 비판했다. 사세국이 세제입안자와 세수집행자의 역할을 동시에 하는 모순이 발생한다는 지적에 대해서도 기획과 집행을 분리하면 업무에 지장을 줄 수 있다고 반대했다.
하지만 이후 「정부조직법」이 통과되어 사세국을 재무부의 외청인 국세청으로 독립시키는 안이 확정되었다. 종전의 사세국의 업무에서 징세·직세·간세에 관한 사무를 이관받고 사세국은 남은 세제과를 세제국으로 확대하여 정책과 집행을 분리하도록 했는데 이는 궁극적으로 세수 증대를 위한 것이었다. 다만, 인사부터 국유재산 처분에 이르기까지 모든 권한을 중앙에 집중시켜 일선 세무관서의 권한을 약화시켰다는 비판을 받았다. 국공유재산 처분에 대해 기존의 기준인 1,000만 원보다 대폭 하향한 200만 원으로 새로 지정하고 주사급 인사권까지 중앙이 장악한 것에 대한 비판이 나왔던 것이다.
국세청 설치는 박정희 정부에서 처음 논의되었던 것은 아니다. 이승만 정부에도 지방의 사세청을 폐지하고 중앙에 국세청을 설치해 일선 세무서를 직접 관할하는 안을 고려한 적이 있으며, 비슷한 내용이 장면 내각에서도 의논되었다. 박정희 정부 역시 세무공무원의 부정부패가 촉매제가 되었을 뿐, 그 이전부터 경제개발을 위한 세수 증대를 목적으로 국세청 설립을 이미 추진하고 있었다.
한편, 인사의 공정성과 인재 양성을 위한 「세무공무원법」 제정안은 무산되었다. 이는 이후 4급 이하 세무 직렬을 행정 직렬에서 분리시켜 세무공무원을 별도로 공채하도록 하는 「공무원임용령」 및 「공무원임용시험령」 개정안이 1979년 시행되면서 다시 전기를 맞이했으며 이와 함께 세무대학의 추진도 이루어졌다. 세무대학은 2001년 폐교할 때까지 약 5,100명의 졸업자를 배출했고 이 중 3,400명이 국세청에서 근무했다. 하지만 대학 내의 선후배 관계가 국세청 조직으로까지 이어져 부작용도 일으켰다. 이에 김대중 정부에서는 일반 대학에서도 세무학과가 설치되어 있어 정부 예산으로 세무 전문가를 양성할 필요가 없다고 판단해 2001년 폐교를 결정했다. 세무대학 부지는 국세공무원교육원이 인수하여 청사로 활용되었다.
1971년 1월부터는 통계를 전산으로 처리하기 시작했으며, 다음 해에는 세무행정의 과학화를 위해 컴퓨터를 도입해 적극 활용했다. 1975년 12월에는 모든 과세 자료를 전산처리하기 위해 컴퓨터센터를 준공했다. 이를 바탕으로 1980년까지 전산업무 5개년계획을 실시해 세적관리대장 정리, 세무통계, 고지서 작성까지도 전산처리할 계획을 발표했다. 1997년 1월에는 국세통합시스템(TIS) 운영을 시작했다. 이를 통해 세무관련 민원서류를 컴퓨터로 조회할 수 있도록 되었다.

### 연혁
- 1948년 7월 17일: 재무부의 하부조직으로 사세국을 설치.[18]
- 1966년 2월 28일: 국세청으로 승격.[19]
- 1994년 12월 23일: 재정경제원의 외청으로 소속 변경.[20]
- 1998년 2월 28일: 재정경제부의 외청으로 소속 변경.[21]
- 1999년 9월 1일: 국세청 청사를 이전.
- 2008년 2월 29일: 기획재정부의 외청으로 소속 변경.[22]
- 2014년 12월 22일: 세종특별자치시 나성동으로 이전.[23]

### 역대 로고

1999년부터 2007년까지 사용된 국세청 로고
2007년부터 2016년까지 사용된 국세청 로고
2007년부터 2016년까지 사용된 국세청 엠블럼

## 조직
| 국                 | 담당관실·과                                                                                              |
| 청장 산하 하부조직 | 청장 산하 하부조직                                                                                       |
| ------------------ | --- |
|                    | 대변인실                                                                                                 |
| 차장 산하 하부조직 | |
| 기획조정관실       | 혁신정책담당관실ㆍ기획재정담당관실ㆍ국세데이터담당관실ㆍ비상안전담당관실                                 |
| 정보화관리관실     | 정보화기획담당관실ㆍ빅데이터센터ㆍ정보화운영담당관실ㆍ홈택스1담당관실ㆍ홈택스2담당관실ㆍ정보보호담당관실 |
| 감사관실           | 감사담당관실ㆍ감찰담당관실                                                                               |
| 납세자보호관실     | 납세자보호담당관실ㆍ심사1담당관실ㆍ심사2담당관실                                                         |
| 국제조세관리관실   | 국제조세담당관실ㆍ역외정보담당관실ㆍ국제협력담당관실ㆍ상호합의담당관실                                   |
|                    | 인사기획과ㆍ운영지원과                                                                                   |
| 징세법무국         | 징세과ㆍ법무과ㆍ법규과                                                                                   |
| 개인납세국         | 부가가치세과ㆍ소득세과ㆍ세정홍보과                                                                       |
| 법인납세국         | 법인세과ㆍ공익중소법인지원팀ㆍ원천세과ㆍ소비세과                                                         |
| 자산과세국         | 부동산납세과ㆍ상속증여세과ㆍ자본거래관리과                                                               |
| 조사국             | 조사기획과ㆍ조사1과ㆍ조사2과ㆍ국제조사과ㆍ세원정보과ㆍ조사분석과                                         |
| 복지세정관리단     | 장려세제과ㆍ학자금상환과ㆍ소득자료관리과                                                                 |

### 소속기관
- 청장의 관장 사무를 지원하는 기관
  - 국세공무원교육원, 국세청 주류면허지원센터
- 청장의 소관 사무를 분장하는 기관
  - 지방국세청
    - 세무서
- 청장의 관장 사무를 지원하는 책임운영기관
  - 국세상담센터

## 정원
국세청에 두는 공무원의 정원은 다음과 같다.
| 총계      | 총계              | 908명 |
| --------- | ----------------- | ----- |
| 정무직 계 | 정무직 계         | 1명   |
|           | 청장              | 1명   |
|           |                   |       |
| 별정직 계 | 별정직 계         | 3명   |
|           | 6급 상당 이하     | 3명   |
|           |                   |       |
| 일반직 계 | 일반직 계         | 904명 |
|           | 고위공무원단      | 12명  |
|           | 3급 이하 5급 이상 | 247명 |
|           | 6급 이하          | 644명 |
|           | 전문경력관        | 1명   |

## 재정
총수입·총지출 기준 2023년 재정 규모는 다음과 같다.
| 구분     | 세입예산           | 작년 대비 증감 |
| -------- | ------------------ | -------------- |
| 일반회계 | 4,285억 3,900만 원 | -21.83%        |
|          |                    |                |
| 합계     | 4,285억 3,900만 원 | -21.83%        |

| 구분     | 구분      | 세출예산               | 작년 대비 증감 |
| -------- | --------- | ---------------------- | -------------- |
| 일반회계 | 재정·금융 | 1조 9,240억 7,800만 원 | -0.46%         |
|          |           |                        |                |
| 합계     | 합계      | 1조 9,240억 7,800만 원 | -0.46%         |

## 같이 보기
- 국세청장
- 국세청 차장
- 기획재정부
- 관세청
- 대한민국의 조세
- 세풍 사건

### 내용주
1. 1 2 3  개방형 직위.
2. ↑  2023년 12월 31일까지 존속하는 한시조직.
3. ↑  2024년 2월 21일까지 존속하는 한시조직.
4. ↑  한시정원 5명 포함.
5. ↑  한시정원 7명 포함.

### 참조주
1. 1 2  「국세청과 그 소속기관 직제」 별표 2·별표 4의2
2. 1 2  기획재정부. “열린재정 > 재정연구분석 > 재정분석통계 > 예산편성현황(총수입)”. 《열린재정》. 2023년 1월 4일에 확인함.
3. 1 2  기획재정부. “열린재정 > 재정연구분석 > 재정분석통계 > 세목 예산편성현황(총지출)”. 《열린재정》. 2023년 1월 4일에 확인함.
4. ↑  “司稅局機構改革”. 《경향신문》. 1948년 3월 10일. 2018년 6월 27일에 확인함.
5. ↑  “稅源을正確히捕捉하라”. 《동아일보》. 1950년 1월 27일. 2018년 6월 27일에 확인함.
6. ↑  “國稅廳新設키로”. 《경향신문》. 1965년 10월 29일. 2018년 6월 27일에 확인함.
7. ↑  “財務部 國稅廳新設의反撥”. 《동아일보》. 1965년 11월 3일. 2018년 6월 27일에 확인함.
8. ↑  “國稅庁이 생긴다면…”. 《경향신문》. 1966년 1월 14일. 2018년 6월 27일에 확인함.
9. ↑  “國稅庁 増収꾀하나어떨지”. 《경향신문》. 1966년 3월 5일. 2018년 6월 27일에 확인함.
10. ↑  “國稅廳權限 中央에集中”. 《동아일보》. 1966년 3월 24일. 2018년 6월 27일에 확인함.
11. ↑  “監委等大幅廢止”. 《경향신문》. 1953년 7월 30일. 2018년 6월 27일에 확인함.
12. ↑  “12部2處1委로”. 《동아일보》. 1960년 12월 19일. 2018년 6월 27일에 확인함.
13. ↑  “公務員시험에「稅務職」신설 정부,금년부터 특별공채”. 《매일경제》. 1979년 1월 31일. 2018년 6월 27일에 확인함.
14. ↑  최영해 (2001년 2월 16일). “국립 세무대학 마지막 졸업식”. 《동아일보》. 2018년 6월 27일에 확인함.
15. ↑  “「컴퓨터」活用 (9) 國稅廳”. 《매일경제》. 1973년 8월 21일. 2018년 6월 27일에 확인함.
16. ↑  “國稅廳 컴퓨터센터 稼動”. 《매일경제》. 1975년 12월 26일. 2018년 6월 27일에 확인함.
17. ↑  박종성 (1997년 1월 7일). “세무서류 3분이면 뗀다 국세청,통합전산시스템 개통”. 《경향신문》. 2018년 6월 27일에 확인함.
18. ↑  대통령령 제20호
19. ↑  법률 제1750호
20. ↑  법률 제4831호
21. ↑  법률 제5529호
22. ↑  법률 제8852호
23. ↑  권종일 (2014년 12월 22일). “임환수 국세청장 "세종청사 이전, 도약의 계기로"”. 《세정신문》. 2018년 1월 1일에 원본 문서에서 보존된 문서. 2017년 6월 28일에 확인함.